# Marina Solopova
Marina Solopova (Klaipėda, 13 febbraio 1990) è una cestista lituana.

## Carriera
Con la Lituania ha disputato due edizioni dei Campionati europei (2011, 2015).